# Val di Cembra
La Val di Cembra (in tedesco antiquato Zimmerstal o Schimmers) è una valle del Trentino situata sulla sinistra idrografica del fiume Adige e attraversata dal torrente Avisio. Amministrativamente è divisa in sette comuni, facenti parte della Comunità della Valle di Cembra.

## Caratteristiche

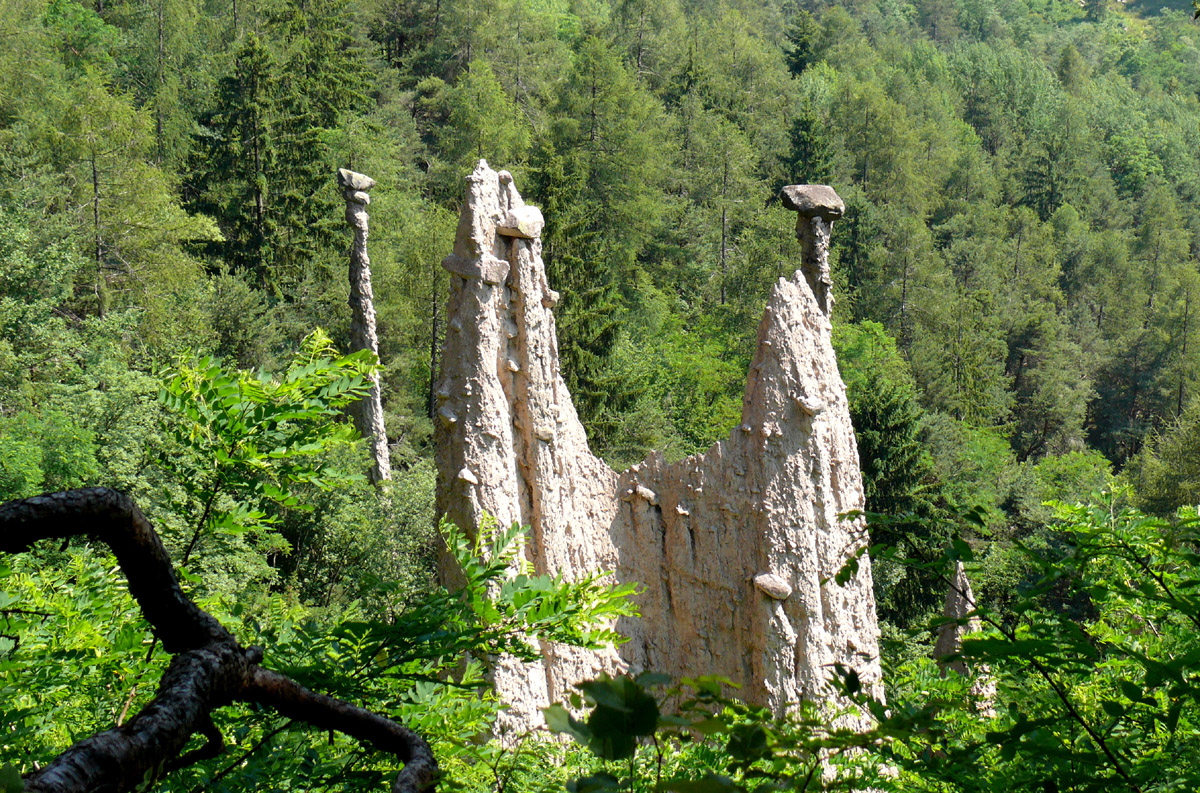
Le Piramidi di Segonzano

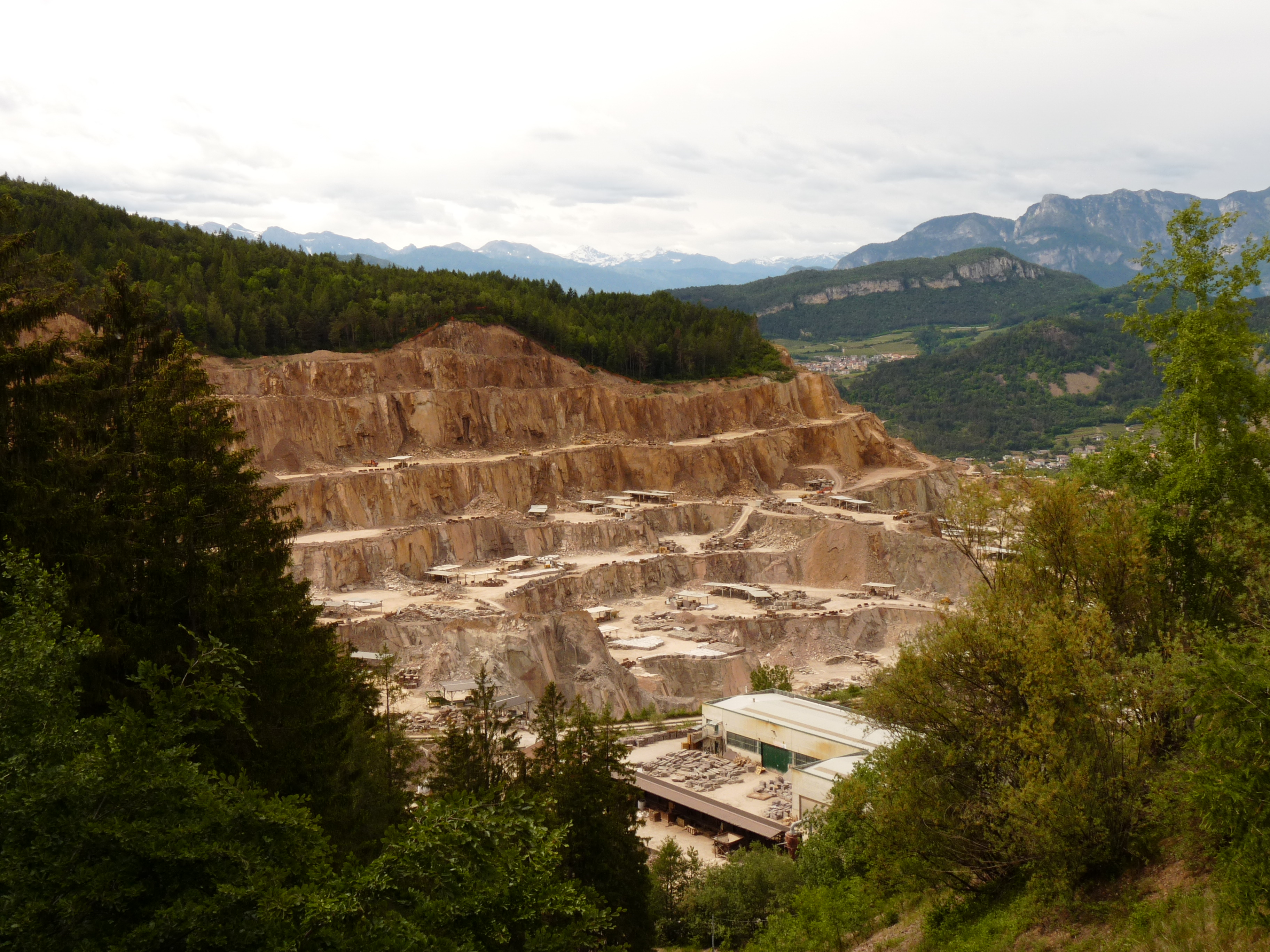
Una cava di porfido ad Albiano

La Val di Cembra è raggiungibile dalla Valle dell'Adige, imboccando a Lavis la Strada Statale 612 che risale la valle dell'Avisio fino a giungere in Val di Fiemme, oppure percorrendo la SP 76 da Gardolo in direzione Albiano, passando per Meano e Gazzadina, o ancora risalendo la SP 131 da San Michele all'Adige a Giovo; è raggiungibile anche dalla Valsugana imboccando all'altezza di Civezzano la SP 71 Fersina-Avisio.
La valle è formata da una serie di piccoli centri abitati, adagiati su pendii e spesso caratterizzati da una particolare tipologia abitativa ed architettonica: alcuni paesi cembrani presentano infatti abitazioni raccolte e addossate una accanto all'altra.
Dal punto di vista orografico la valle si trova all'interno delle Dolomiti di Fiemme e divide le Dolomiti Settentrionali di Fiemme dalle Dolomiti Meridionali di Fiemme.
Nel comune di Segonzano sono presenti dei particolari pinnacoli di terra dalle forme molto suggestive, noti come Piramidi di Segonzano, risultato della disgregazione delle montagne e dell'azione dell'acqua.

## Risorse economiche
Una delle risorse più importanti della valle è l'agricoltura e in particolare la viticoltura, seguita dalla frutticoltura (soprattutto  frutti di piccole dimensioni come fragole, lamponi, more, ecc.).
Il paesaggio della valle è segnato dalla presenza di numerosi vigneti, sostenuti da ampi terrazzamenti. La caratteristica costruzione di vigneti terrazzati a secco non ha però inciso negativamente sul territorio, bensì mantenuto un paesaggio tipico delle colline avisiane. La produzione vinicola è di alta qualità e in ambito trentino quantitativamente molto rilevante.
A seguito di una azione decennale dei giovani imprenditori agricoli organizzati dal Club 3P è diventata particolarmente famosa è la varietà Müller-Thurgau.
Un'altra risorsa economica molto importante per la valle è rappresentata dall'estrazione e dalla lavorazione del porfido; la valle è il luogo dove se ne estrae di più in Italia; 639 tonnellate all'anno. Questa attività ha pesantemente modificato l'aspetto dell'intera vallata per la presenza sia delle enormi cave a cielo aperto sia delle discariche di inerti residui dell'estrazione del porfido.

## Comuni

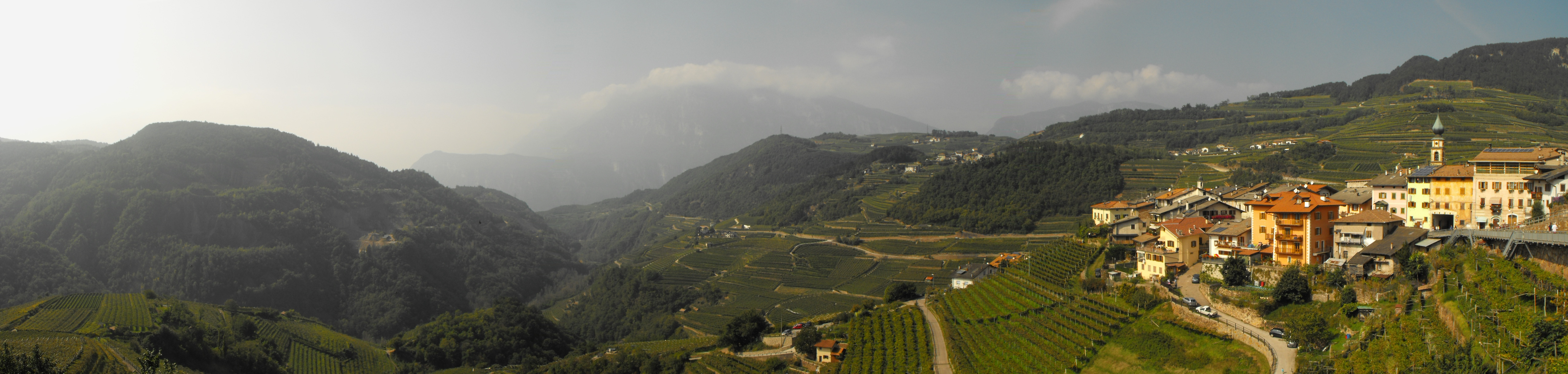
Panorama della "bassa" Valle di Cembra da Verla

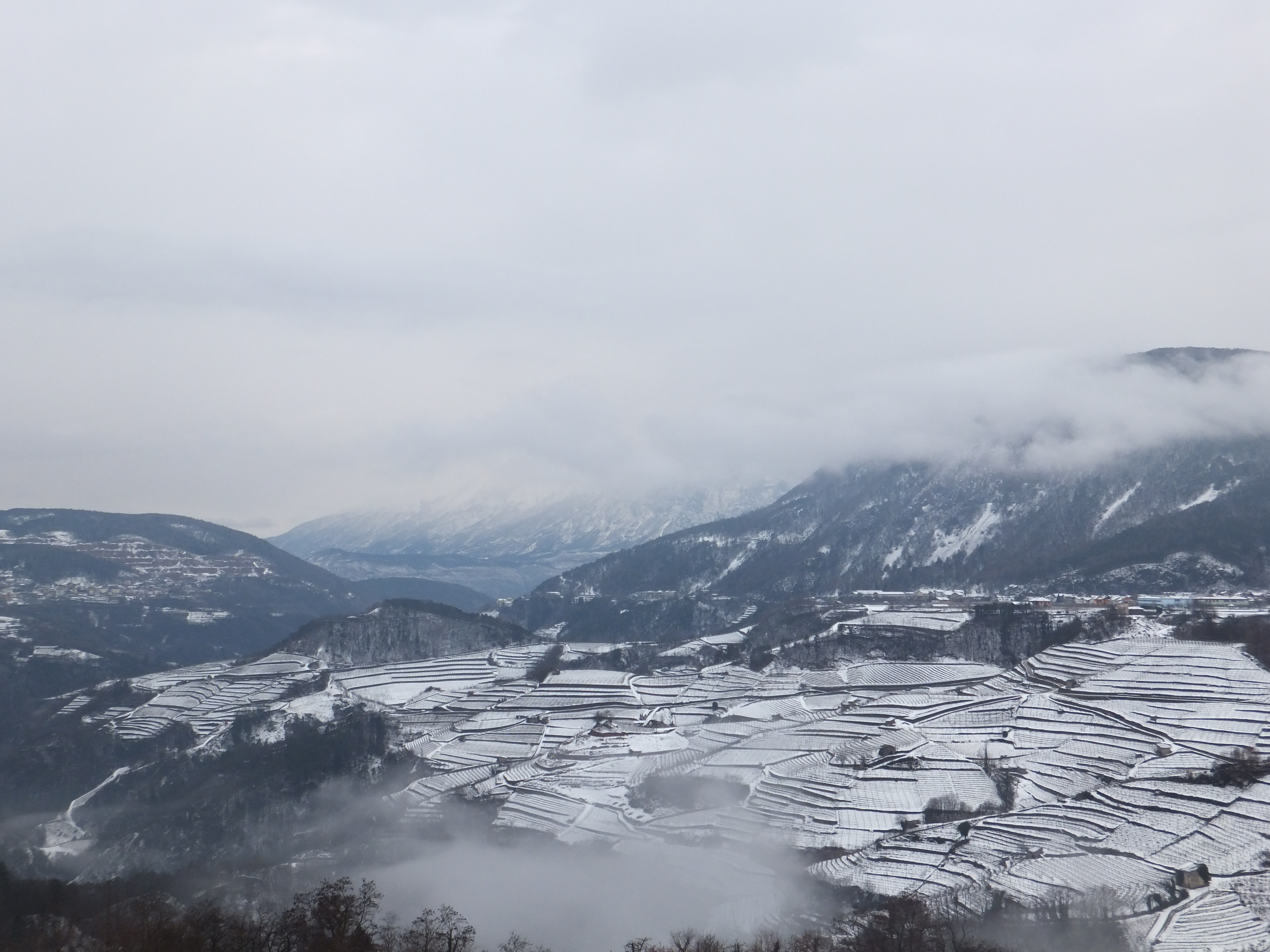
La Val di Cembra d'inverno, vista da Sevignano

I comuni della valle sono (procedendo dell'estremità nord-orientale, al confine con la Val di Fiemme):
| Comune           | Frazioni | Abitanti | Estensione | Localizzazione                   |
| Altavalle        | Faver (sede comunale), Grauno, Grumes, Ponciach, Valda                                                                                          | 1 645    | 33,56 km²  | sponda destra, alta-media valle  |
| Sover            | Facendi, Montalto, Montesover, Piazzoli, Piscine, Settefontane, Slosseri, Sveseri                                                               | 890      | 14,82 km²  | sponda sinistra, alta valle      |
| Segonzano        | Scancio (sede comunale), Caloneghi, Casal, Gaggio, Gresta, Luch, Parlo, Piazzo, Prà, Quaras, Sabion, Saletto, Sevignano, Stedro, Teaio, Valcava | 1 536    | 20,71 km²  | sponda sinistra, media valle     |
| Cembra Lisignago | Cembra (sede comunale), Fadana, Lisignago | 2 337    | 24,11 km²  | sponda destra, media-bassa valle |
| Lona-Lases       | Casara, Lases (sede comunale), Lona, Piazzole, Sottolona                                                                                        | 854      | 11,37 km²  | sponda sinistra, media valle     |
| Albiano          | Barco di Sopra, Barco di Sotto | 1 530    | 9,96 km²   | sponda sinistra, bassa valle     |
| Giovo            | Verla (sede comunale), Ceola, Masen, Mosana, Palù, Serci, Valternigo, Ville                                                                     | 2 513    | 20,81 km²  | sponda destra, bassa valle       |